# Andy Chango
Andrés Fejerman, más conocido por el seudónimo de Andy Chango (Buenos Aires, 27 de junio de 1970), es un compositor, cantante, actor y escritor argentino.

## Discografía y multimedia

### Filmografía
- Crónica de una grabación (2002) - DVD con imágenes tomadas durante la grabación del álbum Salam Alecum!
- El amor después del amor (2023) - Interpretando a Charly García
- Llamen a Joe  film dirigido por Hernan Sisseles (2023)

### Álbumes solistas
- Andy Chango (1998)
- Las fantásticas aventuras del Capitán Angustia (2001)
- Grandes éxitos en familia (2002)
- Salam Alecum! (2002)
- Boris Vian (2008)
- San Lorenzo Superstar (2018)

### Grupos
- Superchango (1996)

### EPs y Maxis
- Welcome To The Chango's World (1998) - EP maxi promocional del álbum Andy Chango

### Sencillos
- Neuronas (1999) - Álbum: Andy Chango
- No me voy a dormir / Demencia temporal (1999) - Álbum: Andy Chango
- Fiesta terrenal (1999) - Álbum: Andy Chango
- El stress del año 2000 (2001) - Álbum: Las fantásticas aventuras del Capitán Angustia
- Salam Alecum! (2002) - Álbum: Salam Alecum!
- Salam Alecum Morisco remixes (2002) - Álbum: Salam Alecum!
- I love you (2003) - Álbum: Salam Alecum!

### Bandas sonoras
- A mi madre le gustan las mujeres (2001) - Película: A mi madre le gustan las mujeres.
- Mortadelo y Filemón dos capullos en acción (2003) - Película: La gran aventura de Mortadelo y Filemón.
- Lo mejor que le puede pasar a un cruasán (2003) - Película: Lo mejor que le puede pasar a un cruasán.
- Dile la verdad (2005) - Película: Semen, una historia de amor

### Libros
- Indianápolis (2016)

### Colaboraciones
- "Eco y yo" (2000) - Canción incluida en el álbum Rubén Darío.
- "Soy un gnomo" (2002) - Canción incluida en el álbum Patitos feos.
- "Canción para vagabundos" (2003) - Colabora con voz y coros. Incluida en el álbum Lo siento, Frank, de Ariel Rot.
- "Las coplas de Don Hilarión" (2007) - Canta junto a Jaime Urrutia. Incluida en el álbum La Zarzuela + Pop.
- "Carta de amor" (2008) - Colabora al piano junto con Ariel Rot a la guitarra en el disco Por amar no hay que pagar, de Candy Caramelo.
- "El ruido de los problemas" (2017) - Canta junto a Kuqui Alegre. Incluida en el álbum Vamos a matarnos.
- Cortina musical de la publicidad argentina "Carne argentina, la mejor".

## Colaboraciones en medios de comunicación
- 1999-2001: Escribe junto a Andrés Calamaro la sección "Findelmundo" del desaparecido Diario 16.
- 2007-2008: "El hombre que susurraba a los camellos", del programa radiofónico Asuntos propios, conducido por Toni Garrido (Radio Nacional de España).
- 2008-2010: "Andy y amigos", con la colaboración de Norman Hogue (Radio Nacional de España / Radio3).
- 2011: Andy Chango colabora con el programa El intermedio, de La Sexta. (España)
- 2011: "Andy Chango y amigos" (Radio Gladys Palmera).
- 2014-2015: Andy Chango colabora con el programa Duro de Domar, de Canal 9, en la sección "Chango Feroz". (Argentina)
- 2016-2017: Andy Chango participa como columnista y conductor del programa Clínica Chango, de radio Futurock.
- 2017: Colabora con Toni Garrido en el programa Hoy por Hoy de la Cadena SER
- 2023: Andy Chango interpreta a Charly García en la serie El amor después del amor, de Netflix.
- 2024: Andy Chango participa en el Programa de Stream "Dinero y Amor", por el canal de Youtube "Blender", conducido por Marcos Aramburu junto a Tomás Quintín Palma y Evitta Luna.
- 2025: Andy Chango participa en el Programa Pasapalabra de Iván de Pineda por el Canal de Telefe.